# Transformatorenhaus Nietleben

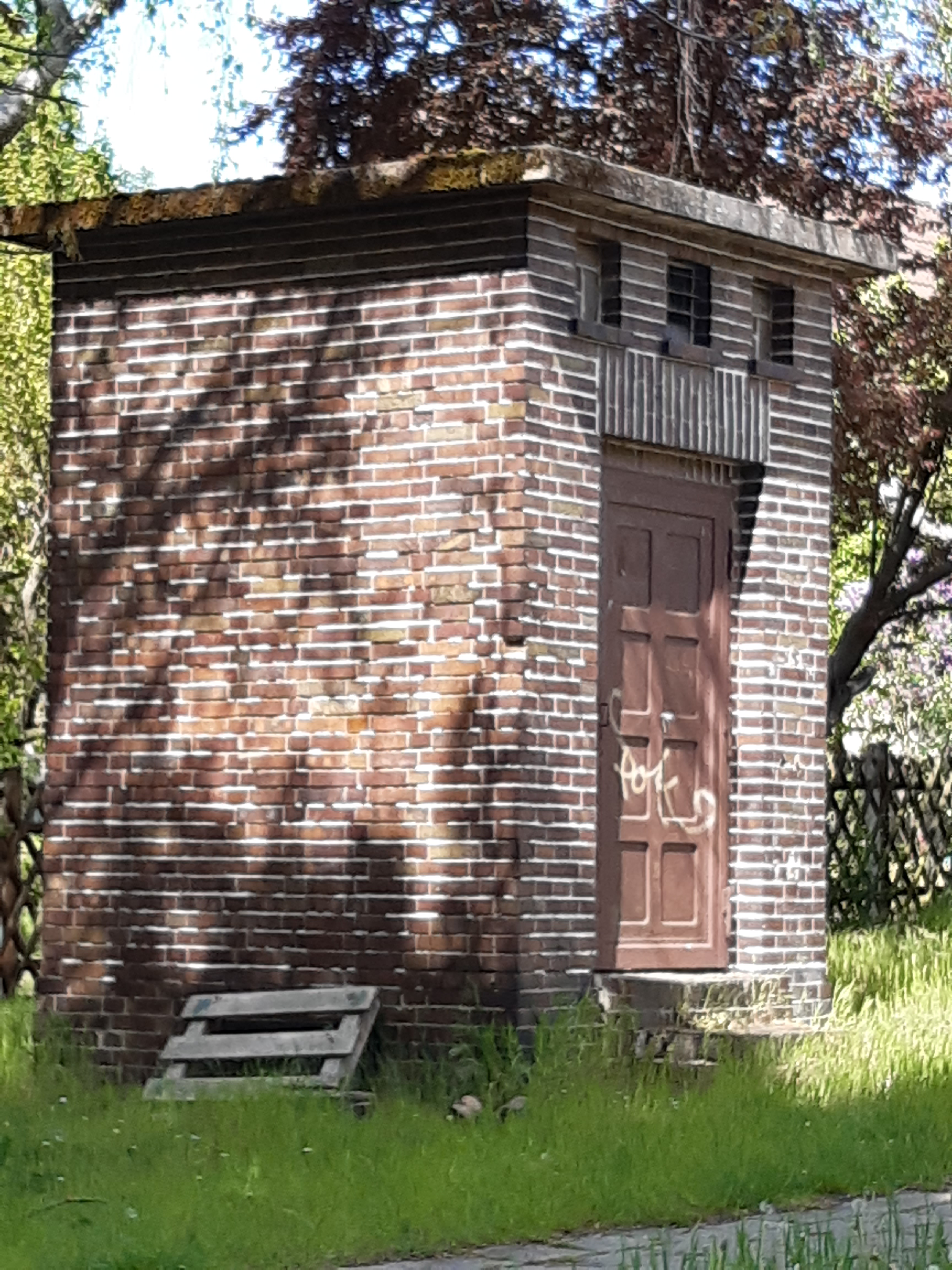
Transformatorenhaus Nietleben

Das Transformatorenhaus Nietleben ist ein für das Stromnetz in der heutigen Stadt Halle (Saale) errichtetes Gebäude, das unter Denkmalschutz steht.

## Geschichte
Die Gartenstadt Nietleben entstand als neue Siedlung im frühen 20. Jahrhundert zwischen Halle und Nietleben. Da Halle in den 1920er Jahren nach den Plänen von Stadtbaurat Wilhelm Jost und im Auftrag der Werke der Stadt Halle AG (WEHAG) seine Stromversorgung modernisierte, indem man sie von Gleichstrom auf Wechselstrom umstellte, und Nietleben im Jahr 1927 elektrifiziert wurde, entstand wohl auch die Transformatorenstation an der Ecke vom Habichtsfang zur Gartenstadtstraße noch in den späten 1920er Jahren. Im Gegensatz zu Bauten, die innerhalb der damaligen Stadt Halle entstanden, verzichtete man somit auch auf Nebennutzungen (wie Bedürfnisanstalten, Kioske oder Tankstellen).

## Baubeschreibung
Ähnlich wie beim Transformatorenhaus Ammendorf entschied man sich für ein kleineres Bauwerk mit quadratischem Grundriss, so dass ein turmähnliches Aussehen erzielt wurde, das im Saalkreis, zu dem Ammendorf und Nietleben noch bis 1950 gehörten, typisch war. Allerdings baute man keinen repräsentativen, hohen Turm – wie den Trafoturm Höhnstedt oder den Trafoturm Brachstedt – sondern einen eingeschossigen Bau mit drei kleinen, quadratischen Belüftungsfenstern über dem Zugang.
Auf expressionistische Schmuckelemente, die ebenfalls typisch für die halleschen Bauten der Stromversorgung in dieser Zeit waren – siehe etwa das Umspannwerk Stadtpark, das Transformatorenhaus Huttenstraße oder das Transformatorenhaus Rudolf-Breitscheid-Straße – wurde bei der Backsteinfassade verzichtet. Auch das deutet auf die späten 1920er Jahre als Entstehungszeit hin. Das Transformatorenhaus ist als Baudenkmal im Denkmalverzeichnis mit der Erfassungsnummer 094 56698 eingetragen.